# Храм Новомучеников и Исповедников Шатурских (Шатура)
Храм Новомучеников и Исповедников Шатурских — православный храм Шатурского благочиния Московской епархии. Расположен в городе Шатуре Московской области.

## История
В 1996 году была зарегистрирована православная община в честь святителя и чудотворца Николая. Приходской совет получил участок для строительства Никольского храма, однако вскоре строительство было заморожено из-за недостатка средств.
В 2001 году было решено построить небольшой деревянный храм в честь Новомучеников и исповедников Шатурских вблизи заложенного Никольского храма.
К весне 2003 года строительство храма было почти завершено и на пасху состоялось первое богослужение.
В 2006 году храм был торжественно освящен архиепископом Можайским Григорием. При храме с 2006 года действует воскресная школа.